# لیونکا (استان بلگورود)
لیونکا (انگلیسی: Livenka, Belgorod Oblast) یک شهرک در بخش کراسنوگفاردیسکی استان بلگورود کشور روسیه است.